# Хирата
Хира́та (яп. 平田村 Хирата-мура) — село в Японии, находящееся в уезде Исикава префектуры Фукусима. Площадь села составляет 93,53 км², население — 6451 человек (1 августа 2014), плотность населения — 68,97 чел./км².

## Географическое положение
Село расположено на острове Хонсю в префектуре Фукусима региона Тохоку. С ним граничат города Иваки, Корияма, Сукагава, посёлки Исикава, Фурудоно, Оно и село Тамакава.

## Население
Население села составляет 6451 человек (1 августа 2014), а плотность — 68,97 чел./км². Изменение численности населения с 1980 по 2005 годы:
| 1980 | 8804 чел. |  |
| 1985 | 8738 чел. |  |
| 1990 | 8523 чел. |  |
| 1995 | 8322 чел. |  |
| 2000 | 7910 чел. |  |
| 2005 | 7538 чел. |  |

## Символика
Деревом села считается сосна густоцветная, цветком — одуванчик, птицей — голубь.